# Steuerbarsche
Die Steuerbarsche (Kyphosidae), auch Pilotbarsche oder Ruderbarsche genannt, leben im Atlantik und Indopazifik, meist in gemäßigten Zonen, wie den Küsten Südaustraliens, aber auch in tropischen Regionen. 

## Merkmale
Steuerbarsche werden, je nach Art 40 bis 90 Zentimeter lang. Sie haben einen oval, langgestreckten, manchmal auch relativ hohen Körper. Die Fische sind gru bis silbrig, manchmal auch olivgrün, bläulich oder bronzefarben. Einige Arten zeigen dunkle Quer- oder Längsstreifen, eine gold glänzende Schuppenlinie oder bläuliche oder gelbe Streifen vom Hinterrand des Kiemendeckels bis zur Schwanzflosse oder einen weißlichen oder silbrigen Streifen unterhalb der Augen. Bei Jungfischen ist die Querstreifung deutlicher ausgeprägt als ausgewachsene Tiere oder sie zeigen ein Fleckenmuster. Der Körper ist vom Kiemendeckel bis zur Schwanzflosse mit Kammschuppen bedeckt. Der Kopf ist teilweise unbeschuppt. Das Maul ist endständig. Der Oberkiefer reicht bis zum vorderen Augenrand oder bis unter den Augenmittelpunkt. Die Zähne sind lanzett- oder meißelförmig. Die Bauchflosse liegen hinter den Brustflossen. Die Schwanzflosse ist leicht eingebuchtet oder mehr oder weniger tief gegabelt.
- Flossenformel: Dorsal VI–XI/10–23, Anale II–III/10–26, Pectorale 15–20, Ventrale I/5.
- Kiemenreusenstrahlen: 3–11/11–32.
- Schuppenformel: SL 49–97, mLR 44–76.

Von den 49 bis 97 Schuppen auf der Seitenlinie sind 41 bis 64 mit Poren versehen.

## Arten
- Gattung Kyphosus Lacépède, 1801

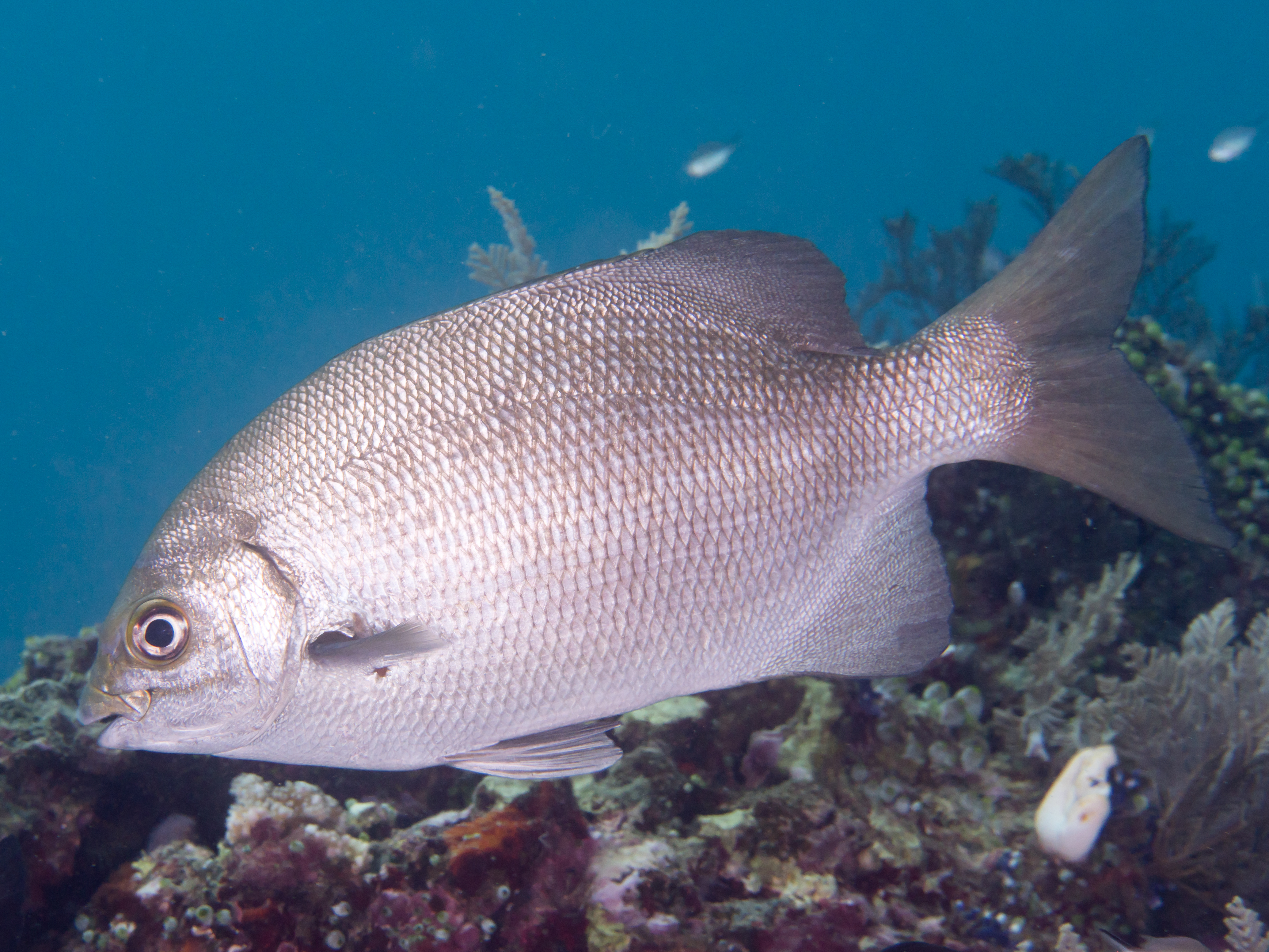
Kyphosus cenerascens

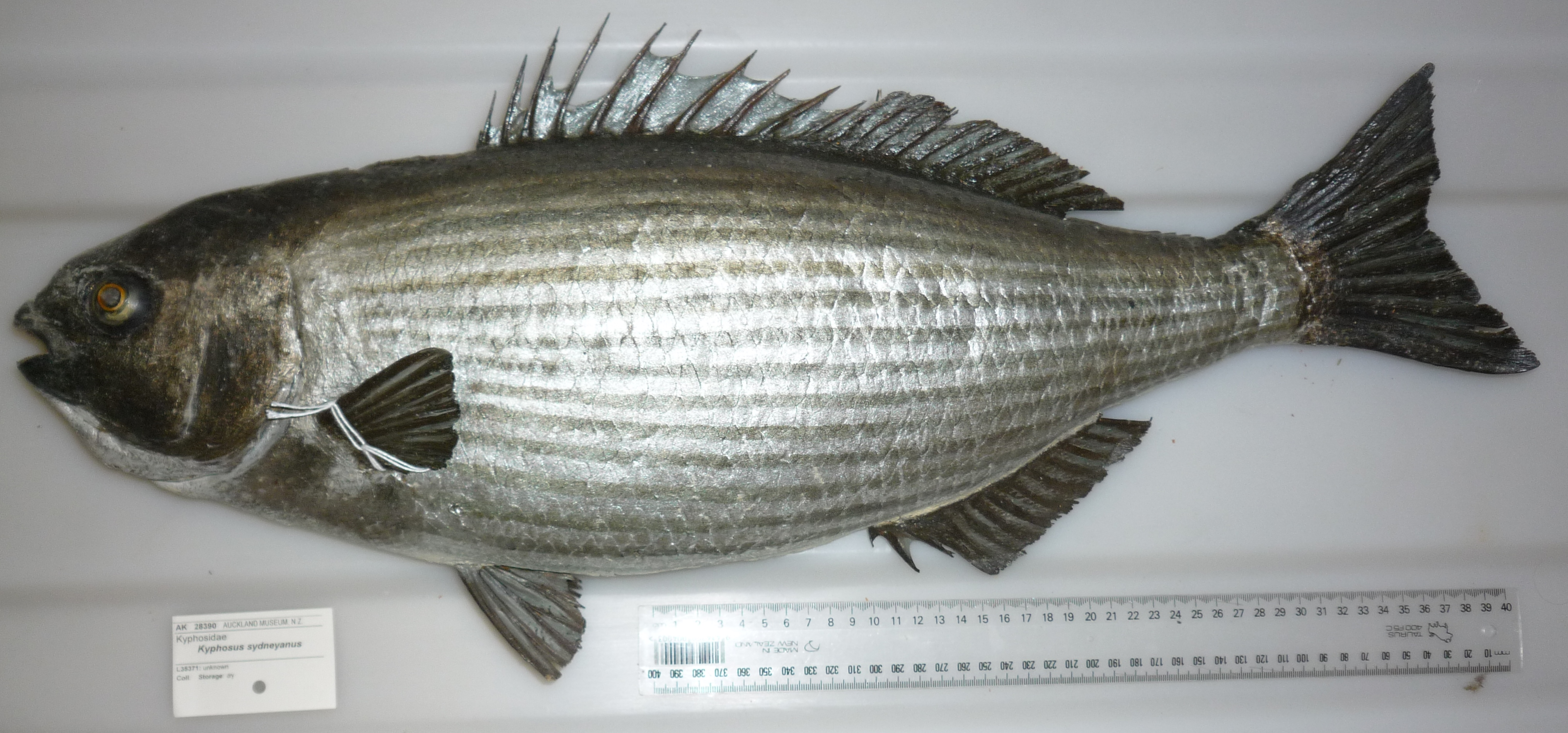
Kyphosus sydneyanus

  - Kyphosus atlanticus Sakai & Nakabo, 2014.
  - Kyphosus azureus (Jenkins & Evermann, 1889). (Syn.: Hermosilla azurea)
  - Kyphosus bigibbus Lacépède, 1801
  - Hochflossen-Steuerbarsch (Kyphosus cinerascens (Forsskål, 1775))
  - Westlicher Steuerbarsch (Kyphosus cornelii (Whitley, 1944))
  - Cortez Steuerbarsch (Kyphosus elegans (Peters, 1869))
  - Kyphosus gladius Knudsen & Clements, 2013
  - Kyphosus hawaiiensis Sakai & Nakabo, 2004
  - Kyphosus ocyurus (Jordan & Gilbert, 1882) (Syn.: Sectator ocyurus)
  - Kyphosus pacificus Sakai & Nakabo, 2004
  - Kyphosus sectatrix (Linnaeus, 1758)
  - Büffel-Steuerbarsch (Kyphosus sydneyanus (Günther, 1886))
  - Messing-Steuerbarsch (Kyphosus vaigiensis (Quoy & Gaimard, 1825))
- Gattung Neoscorpis
  - Neoscorpis lithophilus (Gilchrist & Thompson, 1908)

## Systematik
Kyphosus sectatrix, die erste heute den Kyphosidae zugerechnete Fischart erhielt schon 1758 durch den  schwedischer Naturforscher Carl von Linné als Perca sectatrix einen wissenschaftliche Bezeichnung. Die Familie Kyphosidae wurde 1887 durch den US-amerikanischen Ichthyologen David Starr Jordan eingeführt. Die Nagebarsche (Girellidae), die Streifen-Falterfische (Microcanthidae) und die Fegerbarsche (Scorpididae) werden von einigen Autoren als Unterfamilien der Kyphosidae geführt. Andere sehen in ihnen eigenständige Familien. In der im Dezember 2013 veröffentlichten jüngsten Revision der Kyphosidae werden nur die Gattungen Kyphosus und Neoscorpis behandelt und die Girellidae, Microcanthidae und Scorpididae als eigenständige Familien angesehen.

## Belege
1. ↑  Kyphosus azureus auf Fishbase.org (englisch)
2. ↑  Kyphosus incisor auf Fishbase.org (englisch)
3. 1 2 3 4  Steen Wilhelm Knudsen & Kendall D. Clements: Revision of the fish family Kyphosidae (Teleostei: Perciformes). Zootaxa 3751 (1): 001–101 (Dezember 2013), doi:10.11646/zootaxa.3751.1.1, ISSN 1175-5334
4. ↑  D.S. Jordan (1887). A preliminary list of the fishes of the West Indies. Proceedings of the United States National Museum. Vol. 9. No. 595. P. 554–608.
5. ↑  Joseph S. Nelson: Fishes of the World. John Wiley & Sons, 2006, ISBN  0-471-25031-7. S. 377 u. 378.
6. ↑  Joseph S. Nelson: Terry C. Grande, Mark V. H. Wilson: Fishes of the World. John Wiley & Sons, 2016, ISBN 978-1118342336. S. 440 u. 441.
7. ↑  Ricardo Betancur-R, Edward O. Wiley, Gloria Arratia, Arturo Acero, Nicolas Bailly, Masaki Miya, Guillaume Lecointre und Guillermo Ortí: Phylogenetic classification of bony fishes. BMC Evolutionary Biology, BMC series – Juli 2017, DOI: 10.1186/s12862-017-0958-3
8. ↑  Kent E. Carpenter & Volker H. Niem: FAO Species Identification Guide for Fishery Purposes. The Living Marine Resources of the Western Central Pacific, Volume 5 Bony fishes part 3 (Menidae to Pomacentridae). Revista Chilena de Historia Natural, 1992, Rome, FAO. 1999. pp. 2069–2790. PDF
9. ↑  Rudie H. Kuiter, Helmut Debelius: Atlas der Meeresfische. Kosmos-Verlag, 2006, ISBN 3-440-09562-2.